# Морозов, Владимир Михайлович (певец)
Влади́мир Миха́йлович Моро́зов (1933—2002) — советский российский оперный певец (бас), педагог. Народный артист СССР (1981). Лауреат Государственной премии СССР (1976).

## Биография
Родился 12 февраля 1933 года в Ленинграде (ныне Санкт-Петербург).
Учился в Ленинградском кораблестроительном институте (ныне Санкт-Петербургский государственный морской технический университет). В 1960 году окончил Ленинградскую консерваторию (класс И. И. Плешакова).
С 1959 по 1990 год — солист Ленинградского театра оперы и балета им. Кирова (ныне Мариинский театр).
Выступал в концертах.
Занимался преподавательской деятельностью. Профессор кафедры вокальной подготовки Российского государственного педагогического университета им. А. И. Герцена, возглавлял её с 1991 по 2000 год.
Член КПСС с 1967 года.
Владимир Морозов умер 18 марта 2002 года в Санкт-Петербурге. Похоронен на Зеленогорском кладбище в Санкт-Петербурге.

### Семья
Был женат, имеет сына.

## Награды и звания
- Заслуженный артист РСФСР (1968)
- Народный артист РСФСР (1976)
- Народный артист СССР (1981)
- Государственная премия СССР (1976) — за исполнение заглавной партии в оперном спектакле «Пётр I» А. П. Петрова
- Государственная премия РСФСР имени М. И. Глинки (1974) — за исполнение партии Вожака в оперном спектакле «Оптимистическая трагедия» А. Н. Холминова
- Орден Октябрьской Революции (1983) — за заслуги в развитии советского музыкального искусства и в связи с 200-летием Ленинградского государственного академического театра оперы и балета имени С. М. Кирова[4]

## Оперные партии
- «Руслан и Людмила» М. И. Глинки — Светозар (дебют) и Варлаф
- «Борис Годунов» М. П. Мусоргского — Варлаам и Пимен
- «Хованщина» М. П. Мусоргского — Досифей
- «Псковитянка» Н. А. Римского-Корсакова — Иван Грозный
- «Фауст» Ш. Гуно — Мефистофель
- «Декабристы» Ю. А. Шапорина — Бестужев, Николай I
- «В бурю» Т. Н. Хренникова — Сторожев
- «Судьба человека» И. И. Дзержинского — Андрей Соколов
- «Оптимистическая трагедия» А. Н. Холминова — Вожак
- «Пётр I» А. П. Петрова — Пётр I
- «Тихий Дон» И. И. Дзержинского — Григорий Мелехов
- «Октябрь» В. Мурадели — Андрей
- «Обручение в монастыре» С. С. Прокофьева — Мендоза
- «Евгений Онегин» П. И. Чайковского — Гремин
- «Царская невеста» Н. А. Римского-Корсакова — Малюта Скуратов
- «Аида» Дж. Верди — Рамфис
- «Маяковский начинается» А. П. Петрова — Маяковский

## Фильмография
- 1975 — Виват, Россия! (фильм-спектакль) — Пётр I

### Вокал
- 1969 — Князь Игорь (фильм-опера) — Скула (роль М. Н. Сидоркина)

### Участие в фильмах
- 1977 — Пора нам в оперу (документальный)